# But wait. Cats?
『But wait. Cats?』（バット ウェイト キャッツ）は、[Alexandros]の8枚目のフル・アルバム。2022年7月13日にユニバーサルミュージックから発売された。

## 概要
- 前作『Sleepless in Brooklyn』から約3年8か月振りのリリース[注 1]。
- CDは完全生産限定盤、初回限定DVD/Blu-ray付盤、通常盤の4形態で発売。
- シングル曲「閃光」「Rock The World/日々、織々」の他、NHK Eテレテレビアニメ『アオアシ』のオープニングテーマである「無心拍数」[10]、ソニー・ピクチャーズ エンタテインメント配給映画『バイオレンスアクション』の主題歌である「クラッシュ」[14]、テレビ朝日系木曜ドラマ『六本木クラス』の主題歌である「Baby's Alright」[12][13]等、全11曲を全形態共通で収録[11][12]。
  - 尚、18thシングル「Beast」は収録されていない[13]。
- 完全生産限定盤・初回限定DVD/Blu-ray付盤には特典映像を収録した特典DVD及びBlu-rayを付属。
  - 両形態共通で、2021年12月18日にZepp Tokyoで開催された『12/26 直前の年末パーティー』[15]と、2022年4月28日に東京国際フォーラムで開催された『THIS SUMMER FESTIVAL 2022』のライブ映像を収録[11]。
  - 完全生産限定盤には、2021年12月24日に寺田倉庫 E HALLで開催された、ボーカルの川上洋平のソロライブ『Yoohei Kawakami's #room665 at Warehouse TERRADA』[16]等を収録[11][17]。
- 完全生産限定盤には特典CD『Rare Tracks & Demo CD』を付属[11]。

## チャート成績

### アルバムチャート順位
- オリコンチャート
  - 初日10,610枚を売り上げ、2022年7月12日付の「オリコンデイリー CDアルバムランキング」で初登場3位を獲得した[1]。
  - 初週16,394枚を売り上げ、2022年7月25日付の「オリコン週間 CDアルバムランキング」で週間4位を獲得した[2]。
  - 初週18,411ptを記録し、2022年7月25日付の「オリコン週間 合算アルバムランキング」で週間4位を獲得した[3]。
  - 初週16,394枚を売り上げ、2022年7月25日付の「オリコン週間 ROCKアルバムランキング」で週間1位を獲得した[4]。
  - 初週963ダウンロードを記録し、2022年7月25日付の「オリコン週間 デジタルアルバムランキング」で週間3位を獲得した[5]。
- Billboard JAPAN
  - 2022年7月20日公開の「Billboard Japan Hot Albums」で週間4位を獲得した[6]。
  - 初週16,624枚を売り上げ、2022年7月20日公開の「Billboard Japan Top Albums Sales」で週間4位を獲得した[7][8]。
  - 2022年7月20日公開の「Billboard Japan Download Albums」で週間4位を獲得した[9]。

### 各曲チャート順位
※シングル曲は各ページを参照。
Baby's Alright
無心拍数

## 収録曲

### CD
※特記を除き、全作詞・作曲：川上洋平。
1. Aleatoric (Instrumental) - [1:11]
  - 2021年に開催されたライブツアー『ALEATORIC ARENA 4 DAYS』で初披露された楽曲[13]。
2. Baby's Alright - [2:43]
編曲：[Alexandros], Gabe Wax
  - テレビ朝日系木曜ドラマ『六本木クラス』主題歌[12][13][18]
  - 2022年6月29日に同ドラマとのコラボMVが公開された[19]。
  - 同年7月7日に各配信サイトにて先行配信された[19]。
  - 同年7月13日にMVが公開された[20]。
3. 閃光 - [4:22]
編曲：[Alexandros], Takashi Saze
  - 19thシングル
  - 松竹配給劇場アニメ『機動戦士ガンダム 閃光のハサウェイ』主題歌[21]
4. どーでもいいから - [3:05]
編曲：[Alexandros], Gabe Wax
  - 2022年7月28日にMVが公開された[22]。
  - YouTube『YouTube Premium』「2022年夏のキャンペーン」CMソング[23]
5. 日々、織々
編曲：[Alexandros], Takashi Saze
  - 20thシングルの2曲目
  - Panasonic × Kao『#センタクプロジェクト』テーマソング[24]
6. 空と青 - [4:37]
作詞：北川悦吏子
作曲：川上洋平
編曲：[Alexandros], Takashi Saze
  - 家入レオへの提供曲のセルフカバー[13]
7. Rock The World - [4:28]
編曲：[Alexandros], Takashi Saze
  - 20thシングルの1曲目
  - KADOKAWA配給劇場アニメ『グッバイ、ドン・グリーズ!』主題歌[25]
  - イフイング『TOKIOインカラミ』「トップアスリート篇」CMソング[26]
8. 無心拍数 - [3:30]
編曲：[Alexandros], 亀田誠治
  - NHK Eテレテレビアニメ『アオアシ』第1クールオープニングテーマ[10]
  - 2022年6月3日に各配信サイトにて「アオアシver.」が先行配信された[27]。
  - 同日に同曲の「アオアシver.」のミュージック・ビデオが公開された[28]。
  - サウンドプロデュースは東京事変の亀田誠治が担当[11]。
9. we are still kids & stray cats - [3:12]
編曲：[Alexandros]
  - イフイング『TOKIOインカラミ』「トップアスリート篇」CMソング[29]
10. クラッシュ - [3:26]
編曲：[Alexandros], 根岸孝旨
  - ソニー・ピクチャーズ エンタテインメント配給映画『バイオレンスアクション』主題歌[14]
11. awkward - [4:09]
編曲：[Alexandros], Gabe Wax

### 特典CD（完全生産限定盤）
| #  | タイトル                  | 作詞 | 作曲・編曲 |
| -- | ------------------------- | ---- | ---------- |
| 1. | 「Rare Tracks & Demo CD」 |      |            |

### 特典映像

#### 完全生産限定盤
| #  | タイトル                                                               | 作詞 | 作曲・編曲 |
| -- | ---------------------------------------------------------------------- | ---- | ---------- |
| 1. | 「『12/26 直前の年末パーティー』~1部・2部制~ 2021.12.18 Zepp Tokyo」   |      |            |
| 2. | 「『THIS SUMMER FESTIVAL 2022』2022.4.28 東京国際フォーラム ホール A」 |      |            |

| #  | タイトル                                                             | 作詞 | 作曲・編曲 |
| -- | -------------------------------------------------------------------- | ---- | ---------- |
| 1. | 「「Yoohei Kawakami's #room665 at Warehouse TERRADA」2021.12.24 他」 |      |            |

### 初回限定DVD/Blu-ray付盤
| #  | タイトル                                                                  | 作詞 | 作曲・編曲 |
| -- | ------------------------------------------------------------------------- | ---- | ---------- |
| 1. | 「『12/26 直前の年末パーティー』~1部・2部制~ 2021.12.18 Zepp Tokyo」      |      |            |
| 2. | 「『THIS SUMMER FESTIVAL 2022』2022.4.28 東京国際フォーラム ホール A 他」 |      |            |

## 演奏
- 川上洋平：Vocal, Guitar
- 磯部寛之：Bass, Chorus
- 白井眞輝：Guitar
- リアド偉武：Drums
- Rose (THE LED SNAIL)：Keyboards (#1.4.5.6.7.9.11)
- AMI (MOS)：Saxophone (#1.4)
- 佐瀬貴志：Programming (#3.5.7)
- 根岸孝旨：Programming (#10)

## タイアップ
※タイアップ起用順。
- 閃光
  - 松竹配給劇場アニメ『機動戦士ガンダム 閃光のハサウェイ』主題歌[21]
- 日々、織々
  - Panasonic × Kao『#センタクプロジェクト』テーマソング[24]
- Rock The World
  - KADOKAWA配給劇場アニメ『グッバイ、ドン・グリーズ!』主題歌[25]
  - イフイング『TOKIOインカラミ』「トップアスリート篇」CMソング[26]
- 無心拍数
  - NHK Eテレテレビアニメ『アオアシ』第1クールオープニングテーマ[10]
- クラッシュ
  - ソニー・ピクチャーズ エンタテインメント配給映画『バイオレンスアクション』主題歌[14]
- Baby's Alright
  - テレビ朝日系木曜ドラマ『六本木クラス』主題歌[12][18]
- どーでもいいから
  - YouTube『YouTube Premium』「2022年夏のキャンペーン」CMソング[23]

- we are still kids & stray cats
  - イフイング『TOKIOインカラミ』「トップアスリート篇」CMソング[29]